# Krystian Legierski
Krystian Legierski (Koniaków, 22 de abril de 1978) es un activista, político y empresario polaco, copropietario de los clubs Le Madame, Tomba-Tomba y M25.
Legierski estudió Derecho y Administración de empresas en la Universidad de Varsovia. De octubre de 2006 a noviembre de 2010 fue codirector del programa radiofónico Mejor tarde que nunca en la emisora TOK FM.
En 2003 fundó junto a Ela Solanowska el club Le Madame en el Centro histórico de Varsovia, que se convirtió hasta su cierre en marzo de 2006 en un centro de cultura alternativa. Es coautor de la carta abierta de los abogados al presidente de Varsovia en relación con la prohibición de la manifestación del Orgullo Gay en 2005.
Desde 2009, Legierski es miembro de un grupo informal para la lucha a favor de la unión civil (Grupa Inicjatywna ds. Związków Partnerskich).
Legierski es miembro del partido verde polaco, Zieloni 2004. De 2004 a 2006 fue miembro de la junta consultiva del partido. En las elecciones al parlamento de 2005, fue candidato por la lista de los socialdemócratas polacos en Varsovia. En las elecciones al Parlamento europeo en 2009 fue candidato en Varsovia por la lista «Unión por el futuro». En las elecciones locales del 21 de noviembre de 2010 fue elegido concejal en Varsovia, convirtiéndose en el primer político abiertamente gay elegido por sufragio universal en Polonia.